# Psyalive
Psyalive (fundada el 16 de julio de 2016 en Belo Horizonte, Brasil; con sede en Santiago de Chile, Chile) es un portal de apoyo para psicólogos de todo el mundo.  Éste consiste en una herramienta de asesoramiento virtual para que los psicólogos publiquen su trabajo en Internet. Además da la oportunidad de mantener sesiones terapéuticas en línea. Así pues, esta página ofrece la posibilidad de realizar sesiones psicoterapéuticas desde cualquier lugar del mundo a un coste asequible.

## Cómo surgió
Cuando estaba realizando su maestría en el área de salud, el ahora CEO de Psicologiaviva  Bráulio Bonoto encontró diversos estudios donde se comprovaba la eficacia de la terapia en línea. Él investigó el mercado y echó en falta sitios con esta propuesta de funcionalidades para la programación y el pago de las sesiones. Después de conocer a los socios y elaborar juntos un proyecto, lanzaron la plataforma después de dos meses de desarrollo.
El proyecto comenzó en Brasil con la plataforma Psicologiaviva en julio de 2015 y, meses más tarde, el proyecto se extendió al resto de países de Latinoamérica con Psyalive.
Psyalive es el brazo internacional de Psicología Viva, incorporado en la ciudad de Santigo en Chile, recibió una inversión de un fondo chileno con valor no divulgativo y tiene como objetivo acceder a los países de lengua española.

## Fundadores
Bráulio Bonoto – 32 años, Consejero Lafaiete (MG) – es maestro en Salud Pública con mención en Tele salud por la universidad UFMG. Fundó otras dos startups, la e-Consultar y la Fármako.
Fabiano Carrijo – 30 años, Uberlandia (MG) – es postgraduado en Ingeniería de Software, con MBA en Gestión de Proyectos por el Instituto de Educación Tecnológica (Belo Horizonte). Trabajó en empresas como A & C, Powerlogic y Cast Group.
Paulo Justino – 49 años, Uberlandia (MG) – está formado en Administración de Empresas por la Universidad Federal de Uberlândia y Administración de Marketing por la Estácio de Sá. Lanzó dos softwares: el Doctor Work para el área de consultorios médicos y el PowerCity para gestión de prefecturas y organismos públicos. Actuó como consultor en los procesos de reestructuración organizacional de las alcaldías de Uberlândia y Uberaba. Es el CEO de la FCJ Participações S.A.

## Ventajas de la plataforma en línea

#### La oficina en línea está disponible para que los psicólogos lleven a cabo su asesoramiento en línea con muchos recursos facilitadores, tales como
- Página web de perfil con toda la información profesional;
- Programación de clientes;
- Pago por tarjeta de crédito o tarjeta de débito, directamente por el cliente;
- Sistema de búsqueda para facilitar a los clientes la búsqueda de los psicólogos más apropiados para sí mismos;
- Ambiente para el asesoramiento por video, voz o chat, y muchos otros beneficios en una página web.